# تشارلز فوستر
تشارلز فوستر (بالإنجليزية: Charles Foster)‏ هو سياسي أمريكي، ولد في 2 سبتمبر 1823، وتوفي في 23 مايو 1877. انتخب عضو جمعية ولاية نيويورك.